# بروس كريستنسن
بروس كريستنسن (بالإنجليزية: Bruce Christensen)‏ هو لاعب كرة قاعدة أمريكي، ولد في 22 فبراير 1948 في ماديسون في الولايات المتحدة.